# Tongoloa
Tongoloa es un género de plantas de la familia de las apiáceas.
Comprende 22 especies descritas y de estas, solo 16 aceptadas.

## Taxonomía
El género fue descrito por Karl Friedrich August Hermann Wolff y publicado en Notizblatt des Botanischen Gartens und Museums zu Berlin-Dahlem 9(84): 279–280. 1925. La especie tipo es: Tongoloa gracilis H. Wolff		

## Algunas especies
A continuación se brinda un listado de las especies del género Tongoloa descritas hasta julio de 2013, ordenadas alfabéticamente. Para cada una se indica el nombre binomial seguido del autor, abreviado según las convenciones y usos.
- Tongoloa dunnii (H. Boissieu) H. Wolff
- Tongoloa elata H. Wolff
- Tongoloa filicaudicis K.T. Fu
- Tongoloa gracilis H. Wolff
- Tongoloa loloensis (Franch.) H. Wolff
- Tongoloa napifera (H. Wolff) C. Norman
- Tongoloa pauciradiata H. Wolff
- Tongoloa rockii H. Wolff
- Tongoloa rubronervis S.L. Liou
- Tongoloa silaifolia (H. Boissieu) H. Wolff
- Tongoloa smithii H. Wolff
- Tongoloa souliei (H. Boissieu) H. Wolff
- Tongoloa stewardii H. Wolff
- Tongoloa taeniophylla (H. Boissieu) H. Wolff
- Tongoloa tenuifolia H. Wolff
- Tongoloa zhongdianensis S.L. Liou